# 1st Anniversary
『1st Anniversary』（ファースト・アニバーサリー）は、メロン記念日の1枚目のオリジナル・アルバム。2003年3月12日にzetimaから発売された。

## 概要
2000年2月のメジャー・デビューから3年目で発売された初のアルバム。
これまでに発売されたシングル表題曲8曲と本作用の書き下ろしの楽曲5曲の全13曲で構成されている。

## 収録曲
特記以外　作詞・作曲：つんく
1. メロン記念日のテーマ（OP）
編曲：鈴木俊介
1stライブツアーのオープニングに使われたテーマ曲のCD化。つんく♂の鼻唄が元になっている。
2. 赤いフリージア
編曲：湯浅公一
3. 香水
編曲：鈴木俊介
4. ANNIVERSARY
編曲：鈴木俊介
アルバム用の新曲。
5. This is 運命
作詞：新堂敦士＆つんく　作曲：新堂敦士　編曲：team124
6. 告白記念日
編曲：河野伸
7. 眠らない夜
編曲：AKIRA
アルバム用の新曲。
8. さぁ!恋人になろう
作詞：つんく&新堂敦士　作曲：新堂敦士　編曲：鈴木Daichi秀行
9. 電話待っています
編曲：船山基紀
10. 夏の夜はデインジャー!
編曲：ab:fly　ブラスアレンジ：河野伸
11. 甘いあなたの味
編曲：棚橋UNA信仁
12. ENDLESS YOUTH
編曲：高橋諭一
アルバム用の新曲。
13. メロン記念日のテーマ（ED）
編曲：鈴木俊介
1曲目「メロン記念日のテーマ（OP）」の別バージョン。

## 参加ミュージシャン
メロン記念日のテーマ
- プログラミング&ギター：鈴木俊介
- ドラム：そうる透
- ベース：土井孝幸
- トランペット：寺嶋昌夫・斉藤幹雄
- トロンボーン：望月誠人
- アルトサックス：山本一
- テナーサックス：金子隆博
- バリトンサックス：山本公樹
- コーラス：メロン記念日・つんく

ANNIVERSARY
- プログラミング&ギター&エレクトリックシタール：鈴木俊介
- ベース：小松秀行
- アルトサックス：竹野昌邦
- トランペット：下神竜哉
- トロンボーン：中路英明
- コーラス：メロン記念日・つんく

眠らない夜
- プログラミング&コーラス：AKIRA
- コーラス：メロン記念日

ENDRESS YOUTH
- プログラミング&ギター：高橋諭一
- コーラス：メロン記念日・高橋諭一

## カバー
香水
- 亀井絵里、新垣里沙、田中れいな、嗣永桃子、矢島舞美 - 配信限定カバーアルバム『ハロカバ』に収録。
- Juice=Juice - アルバム『First Squeeze!』通常盤 DISC3に収録。

This is 運命
- こぶしファクトリー - アルバム『辛夷其ノ壱』初回生産限定盤B DISC2に収録。

ENDLESS YOUTH
- つばきファクトリー - アルバム『first bloom』初回生産限定盤B DISC2に収録。